# Flarm

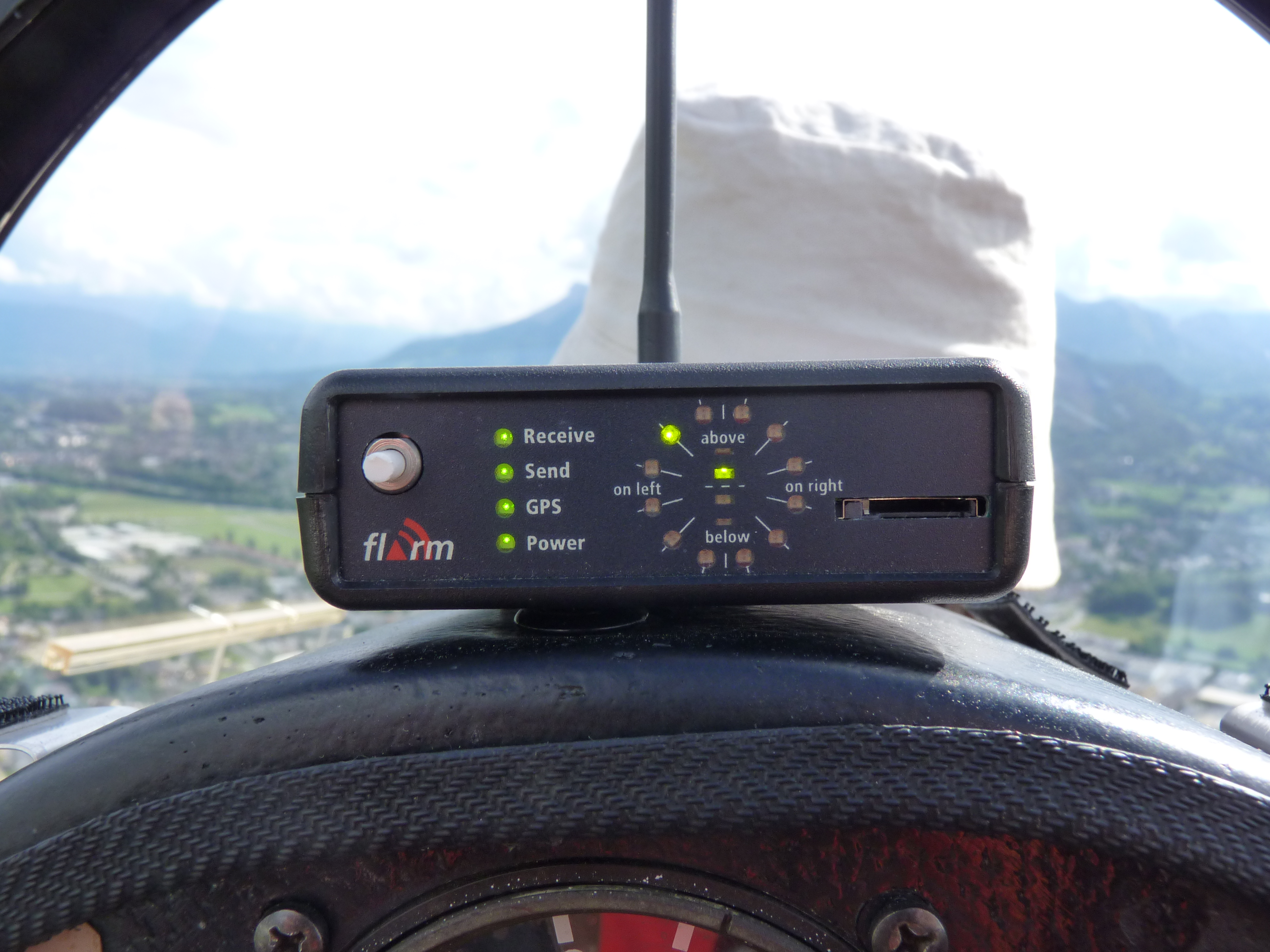
Voorbeeld van een Flarmapparaat

Flarm is een airborne collision avoidance system voor zweefvliegtuigen. Het wordt gemaakt door de vereniging Flarm technology uit Zwitserland. Dit systeem heeft tot doel om het aantal botsingen met zweefvliegtuigen te verlagen. Het instrument kost ongeveer € 650 (2006).

## Werking
Flarm is een instrument dat de positie van het zweefvliegtuig met behulp van GPS bepaalt en uitzendt. Een ander zweefvliegtuig met Flarm aan boord vangt dit signaal op en berekent of er een gevaar van botsing is. Als er een botsingsgevaar is, wordt de zweefvlieger gewaarschuwd en geeft het instrument aan waar het andere zweefvliegtuig ongeveer is. Dit instrument werkt dus alleen als beide vliegtuigen ermee zijn uitgerust.
Het zendbereik is 2 à 5 km, wat ruim voldoende is. In de praktijk naderen zweefvliegtuigen in een thermiekbel elkaar tot minder dan 100 meter.
Andere functies:
- Database met meer dan 11.000 obstakels in de Alpen
- Logger